# Piaskower-Synagoge (Białystok)
Koordinaten: 53° 7′ 44,8″ N, 23° 9′ 14,4″ O

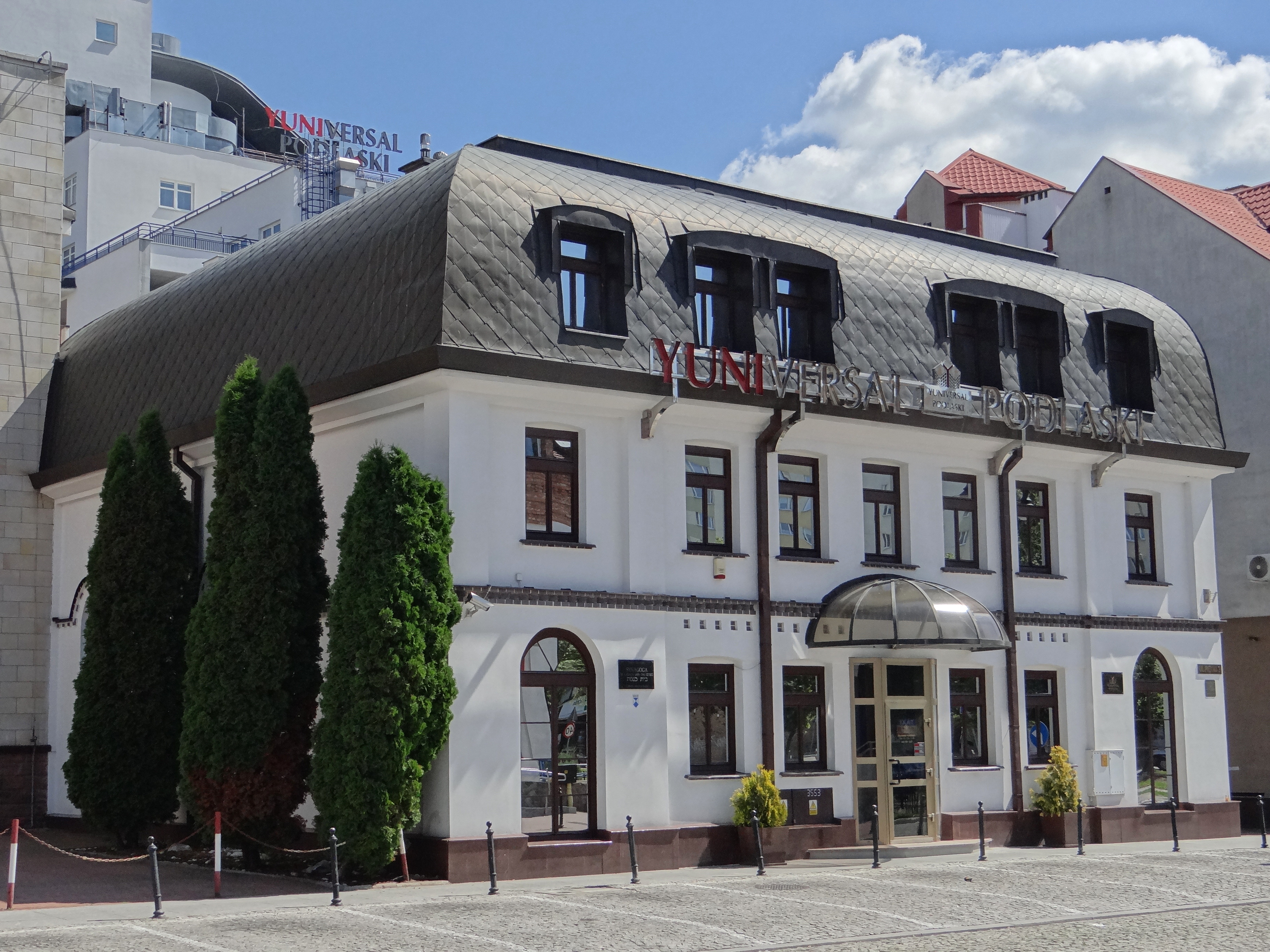
Piaskower-Synagoge in Białystok

Die Piaskower-Synagoge in Białystok, einer polnischen Stadt in der Woiwodschaft Podlachien, wurde von 1891 bis 1893 an der Stelle einer abgerissenen Holzsynagoge (um 1820 erbaut) errichtet. Die profanierte Synagoge in der ulica Piękna 3 im Stadtteil Piaski ist ein geschütztes Kulturdenkmal.

## Geschichte
Das Gebäude wurde während der deutschen Besatzung im Zweiten Weltkrieg teilweise zerstört. Nach Kriegsende tagte hier zunächst die jüdische Gemeinde Białystok, ab 1948 die örtliche Sozial-Kulturelle Gesellschaft der Juden in Polen. Ab 1968 stand das Gebäude leer und brannte im Jahre 1989 nieder. Durch Sanierungsarbeiten in den 1970er Jahren verlor das Anwesen das Aussehen einer Synagoge. Es diente als Kino, Theater und Kulturhaus. 
Im Jahr 1995 wurde das Synagogengebäude renoviert. Hier befindet sich die Ludwik-Zamenhof-Stiftung, wo man Lehrbücher und Literatur in Esperanto erwerben oder einen Esperantosprachkurs belegen kann.

## Architektur
Das Gebäude besteht aus verputztem Backstein. Es ist Teil eines Häuserzuges in der Piękna-Straße und ist nicht unterkellert. Über einem rechteckigen Grundriss erhebt sich ein quaderförmiger Bau und ein mit Wellblech gedecktes Satteldach.
Ein zweischiffiger Bau, ursprünglich einräumig, bildet derzeit den südwestlichen Teil mit einem modern ausgestatteten Innenraum. Zwei gusseiserne Pfeiler stützen die Decke ab. Ein schmales Treppenhaus führte früher zur Frauenempore. Die Fassade zur Piękna-Straße hinaus ist zweistöckig und hat sieben Fensterachsen. Zwischen den Stockwerken verläuft ein Gesims, das Ensemble wird abgerundet durch ein leicht hervorstehendes Traufgesims. Die Randachsen zeichnen sich durch kleine Risaliten aus. Die Fenster der zweiten Etage werden durch zwei breite Lisenenstreifen eingefasst. Die Randachsen des ersten Geschosses werden durch zwei Eingangsöffnungen mit Rundbögen abgeschlossen. Die dritte Eingangsöffnung verläuft zentral zur Achse. Die rechteckigen Fenster sind segmentarisch abgeschlossen.